# Lingua chopi
Il chopi (anche copi) è una lingua bantu dell'Africa meridionale. Viene classificata, insieme con la lingua tonga (parlata in un'area limitrofa), nel piccolo gruppo delle lingue chopi.
Viene parlata nel Mozambico, lungo la costa meridionale a nord del fiume Limpopo, all'interno della provincia di Inhambane; i locutori madrelingua sono circa 760.000, secondo dati del 2006. La lingua non ha status di ufficialità.